# Pol. Bisaccese
Polisportiva Bisaccese là một câu lạc bộ bóng đá Ý có trụ sở tại Bisaccia, Campania. Nó được thành lập vào năm 1967 với tên gọi U.S. Bisaccia. Sau một "cuộc ly giáo" trong câu lạc bộ vào năm 1974-75, một đội bisaccese mới được thành lập, Vis Acies Bisaccia. Năm 1982, hai đội hợp nhất một lần nữa với tên Polisportiva Bisaccese. Trong 1989-1990 họ chiến thắng tại Seconda Categoria và được thăng chức trong Prima Categoria. Trong mùa giải tiếp theo, Bisaccese xếp thứ 4 tại Prima Cargetoria và thăng hạng Promozione.
Mùa 2006-07, Bisaccese chơi ở Promozione Campania Group C, nơi đấu tranh để thăng hạng trước các câu lạc bộ mạnh đến từ Nola và Forza e Coraggio. Vào cuối giả, Bisaccese và Forza e Coraggio đã lần lượt xếp đầu tiên, và họ phải chơi một trận playoff thăng hạng. Cuối cùng, Bisaccese đã bị đánh bại bởi Forza e Coraggio trong trận play-off 1-0 sau hiệp phụ. Tuy nhiên, Bisaccese sau đó đã được nhận vào Eccellenza.
Vào năm 2007-08, Bisaccese đã chơi lần đầu tiên trong lịch sử của mình tại Eccellenza Campania Group B.  Câu lạc bộ trong mùa giải này cố gắng tránh xuống hạng.

## Quá trình thi đấu
- - 1993–94: 7th in Promozione Campania Group C
  - 1994–95: 6th in Promozione Campania Group C
  - 1995–96: 8th in Promozione Campania Group C
  - 1996–97: 12th in Promozione Campania Group C
  - 1997–98: ? in Promozione Campania Group C
  - 1998–99: ? in Promozione Campania Group C
  - 1999-00: ? in Promozione Campania Group C
  - 2000–01: ? in Promozione Campania Group C
  - 2001–02: ? in Promozione Campania Group C
  - 2002–03: ? in Promozione Campania Group C
  - 2003–04: 3rd in Promozione Campania Group C
  - 2004–05: 11th in Promozione Campania Group C
  - 2005–06: 3rd in Promozione Campania Group C
  - 2006–07: 1st in Promozione Campania Group C. They lose promotion playoff against Forza e Coraggio but were later admitted in Eccellenza.
  - 2007–08: Eccellenza Campania Group B.